# Lymantria hemipyra
Lymantria hemipyra este o specie de molii din genul Lymantria, familia Lymantriidae, descrisă de Collenette 1932 Conform Catalogue of Life specia Lymantria hemipyra nu are subspecii cunoscute.